# 束腰

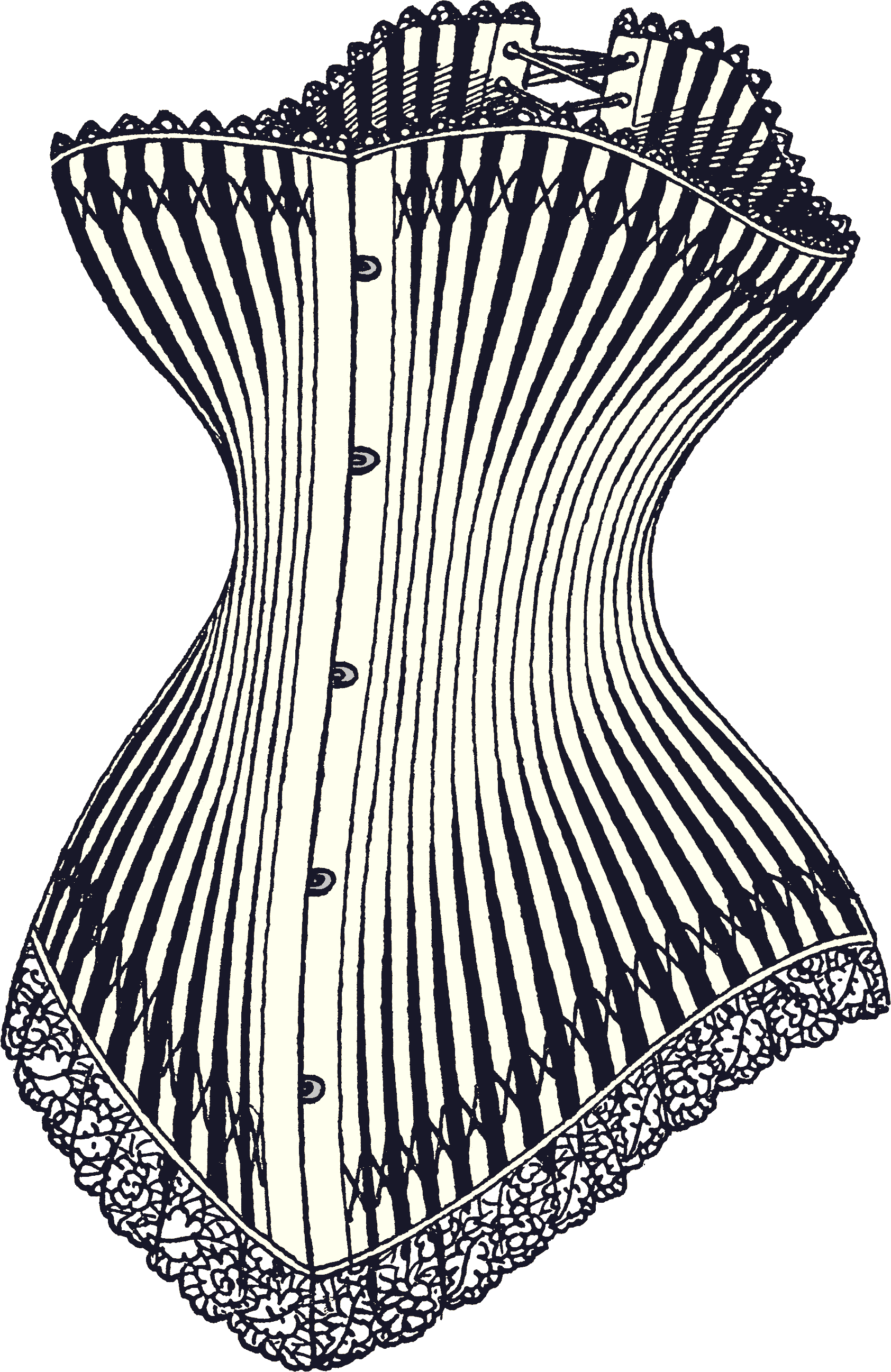
一幅1878年奢華沙漏型束腰的插圖，展示前方的扣板與後方的綁帶設計

束腰也称馬甲、鐵衣，是一種支撐性衣物，用於將軀幹收束成期望的形狀與姿勢。傳統上，束腰由布料製成，內有由鯨鬚或鋼材構成的硬條支撐，前方設有稱為扣板的堅硬板片以保持軀幹挺直，並搭配可收緊的綁帶系統。束腰（又稱 stays）曾是17世紀至20世紀初歐洲女性時尚中不可或缺的內衣。在17與18世紀，其形狀呈錐形、側面筆直；此後逐漸演變為19世紀更具曲線的形式。進入20世紀後，隨著性別角色轉變以及第一次世界大戰與第二次世界大戰的爆發（以及相關物資短缺），束腰逐漸被主流時尚所淘汰。
自束腰退出主流使用後，時尚界將「束腰」一詞延伸用來指稱模仿傳統束腰外觀的服裝。這些現代設計可能仍含少量綁帶或硬條，但通常對穿著者身形的實質影響微乎其微。彈性材質製成的服飾，如束身衣或腰部訓練器，至今仍被穿著來塑造腰部或臀部，但缺乏傳統束腰的剛性。此外背部支架中的「束腰型支架」（corset brace）是一種類似傳統束腰的矯形器，用於支撐有輕至中度背痛的患者之下背部。

## 历史

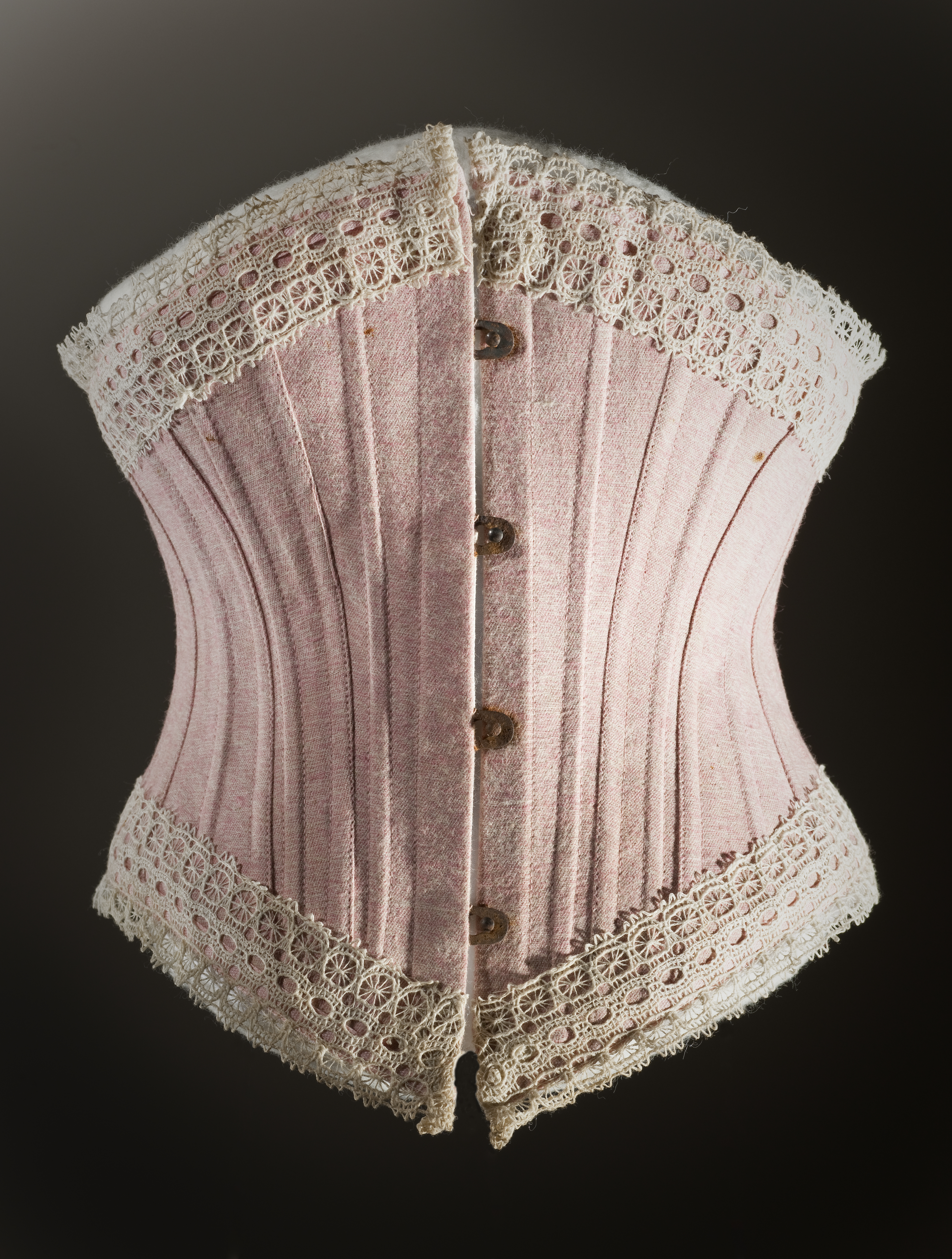
束身衣

紧身胸衣（也可以叫束身衣、束腰、馬甲等）在西方佔據重要地位數世紀之久，被部分女性與少數男性用以修饰身材，经历了多次流行与衰落。

### 起源
紧身衣16世纪开始在欧洲流行，在维多利亚时代达到顶峰。其雏形可以追溯到大约4000年前的克里特岛，从一些女性的形象和一些关于服装的描述可以推断出紧身衣的存在，不過當時的人會把它穿在外面。如今紧身衣大多被当作内衣，有时也会外穿，例如一些欧洲国家的民族服饰。
紧身衣（corset）这个词大约在1300年出现，源于法语，意思是一种有绑带的紧身马甲。在《牛津英语词典》中第一次使用是在1299年描述爱德华一世的服装时。而胸衣（stays）这个词从17世纪开始被频繁使用，直到20世纪初。

### 16和17世纪
紧身衣作为内衣使用起源于意大利，16世纪被凯瑟琳·德·美第奇傳入法国宮廷。这种紧身衣十分紧绷，穿在衣服下，有肩带在胯部张开，通常和圆锥形的鲸骨裙撑一起穿，把上身束缚成倒三角形状，前身平坦，乳房被向上托起，从紧身衣上部鼓出来，平直的身材被改造，纤细的腰部和膨大的下装相对比，极度强调女性曲线，被法国宫廷妇女视为造就女性完美身材不可或缺之物。
这种紧身衣一般用多层布料制成，用胶黏剂使它变硬，并有绑带，甚至有些紧身衣用钢铁制成，当然它们被视为奇异之物，没有成为时尚主流。
16世纪中期，紧身衣成为欧洲妇女普遍穿着的服饰。紧身衣开始加上撑骨——长而扁的鲸须或木质的条状物，缝进紧身衣中，来保持紧身衣形状。紧身衣前身带有胸饰，呈V字形，用于装饰。
伊丽莎白时代的紧身衣通常用鲸须做撑骨，这样可以很好的保持紧身衣坚挺的形状，也有用木头，象牙，金属的。胸前的撑骨被雕得像一片薄薄的小刀形状，然后插进紧身衣中，用线封牢，这样撑骨可以方便的取出替换。这些撑骨还可以在一些特殊场合使用，比如送给求婚者做礼物。和维多利亚时代的紧身衣不同，撑骨是在后背和侧面，绑带系在身前（维多利亚时代紧身衣分成2片，边缘有鸡眼，用绑带连接在一起，前端有搭扣）。
即使紧身衣已经普及，但也不是每人都必需穿它，比如苏格兰女王玛丽就从不穿緊身衣。

### 18世纪和19世纪初的发展
18世纪，随着时装步入洛可可时代，女装走向华丽和浮夸，也注重对身形的修饰，紧身衣再次流行。这时的紧身衣在样貌上与之前有一定改变，作用依然是收紧腹部，托起胸部，使著衣者看上去身材挺拔。18世纪合身的紧身衣相对比较舒适，并不限制呼吸和工作，尽管穿它会使得弯腰十分困难，俯下身时需向後抬起腿。
在法王路易十五当政时期和大革命期間，紧身衣经历了一波衰退，因为当时时尚界流行简单自然的着装风格。
19世纪初，新古典风格的服装腰线抬高到胸下，紧身衣主要功能变成了承托胸部，虽然也有收紧身材的效果，不过不是主要功用。紧身衣变得更短更为宽松，出现了一种高腰帝国式的紧身衣（大约在1796年），不经束缚的自然腰形重现。这时候大部分妇女还是穿着紧身衣，只不过是短式的。
19世纪30年代，当腰线恢复到了正常位置，紧身衣也兼顾了承托胸部和缩小腰围的功能，它的形状也改变了。从原来的倒三角形状变为了维多利亚时代前期的沙漏型轮廓。当时的服装有肩部和裙子都十分宽大，使得腰部看起来更为纤细，即使紧身衣并没有束缚的太紧。
1839年，一个叫Jean Werly的法国人发明了一种制作紧身衣的织机，机械化生产的标准化的紧身衣开始大规模生产并普及，这样制出来的紧身衣一直流行到1890年代，在此之前，紧身衣都是手工制成。

### 维多利亚时代的鼎盛与衰落
当巨大的肩部消失，新洛可可风格女装出现时，女人的腰部被系的更紧，来与之相配。整个19世纪中后期流行的体形都是腰部纤细的沙漏型身材，紧身衣的流行达到顶峰。在1840到1850年代，腰部训练紧身衣（tightlacing）开始流行。这种紧身衣和之前的有许多不同，它腰部极度向内收紧，呈现沙漏型夸张的曲线，并有螺旋钢骨做支撑。仍然有许多紧身衣是手工制作的，这样能更好适应穿着者身材，当然批量生产的紧身衣更为便宜和普及。
19世纪后期，关于束腰过紧的报告和服装改良引起了人们的关注，许多专家赞同紧身衣會损害健康（特别在怀孕期间），过度束腰的女人被教职者指责为虚荣者和被时尚所奴役。事实上，穿着过紧的紧身衣有可能是便秘与消化不良的原因，但是很少有材料证明紧身衣与歇斯底里症和肝功衰竭有关。
由于人们意识到了束腰过紧的风险，也由于妇女解放事业的发展，“健康紧身衣”在19世纪晚期流行。1884年耶格博士（Dr. Jaeger）推崇羊毛制的卫生紧身衣，他形容这种紧身衣灵活而有弹性，耐用且便于活动。他还声称羊毛紧身衣已经矫正他的慢性健康问题——超重和消化不良。1887年，皮质紧身衣问世，預想的客群為喜爱健康和有活力的女性。
直身紧身衣（straight-front corset）也被称作swan-bill corset，S形紧身衣或健康紧身衣，在20世纪最初十几年流行，这个名字来源于这种紧身衣胸前硬而直的压腹板，这种紧身衣使得穿着者身躯前倾，臀部上翘，形成S形身材。
S形紧身衣被Inez Gaches-Sarraute推广，Inez是一个有一定医学水平的紧身衣商人。穿这种紧身衣能减少对穿戴者的伤害，因为它对胃部施加的压力更小。当然这对胃部有好处，但是会使得背部看起来不自然。这时候的胸衣因为钢骨位置变低，对胸部的支持减少了。
到了1908年，人们对紧身衣的好感减少了，紧身衣再次开始衰落。原因是当时更为流行高腰线，形态更自然的时装。早期的胸罩被发明，致力于减少臀围而不是腰围的紧身褡渐渐取代了紧身衣。

### 步入现代

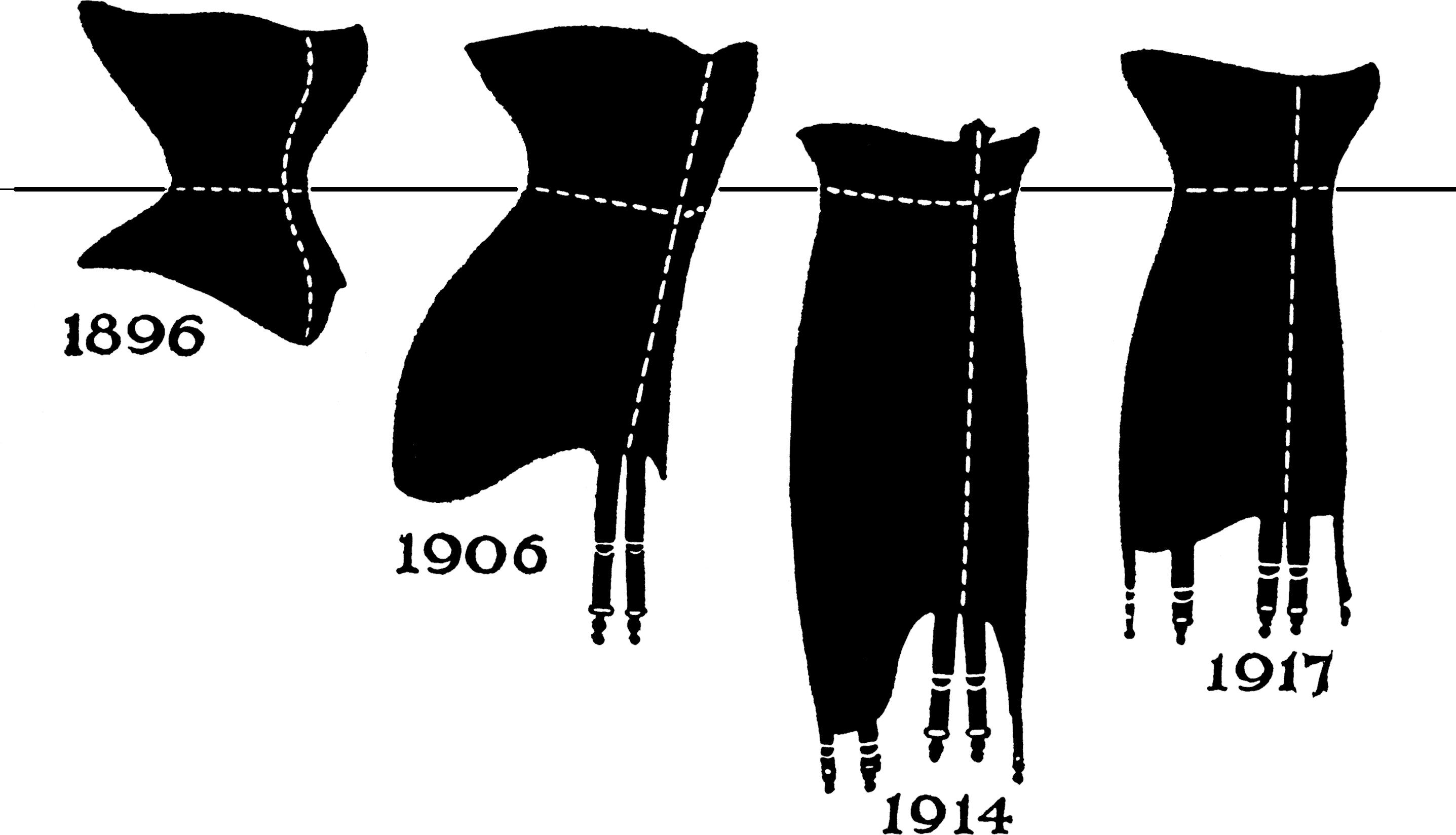
紧身衣的变化

1908到1914年，较窄臀部和窄裙子开始流行。改变了从前繁琐又不舒适的时装，使得紧身衣形状有必要变得更长，新型紧身衣长到大腿，腰部显得更高更宽。，而到1911年，橡胶和弹性材料的发展促使紧身褡取代了紧身衣。
1917年美国加入一战后，战争工业委员会鼓励女人不再购买紧身褡，以此节约金属用于军工生产。他们宣称这样可以节约28,000吨金属，足够造两艘战舰。紧身衣从1860年代就开始用钢做撑骨。在这样的号召下，紧身衣的流行度进一步下降。女人们开始更多穿用更少消耗金属的胸罩和紧身褡。然而有些塑身内衣也被叫做紧身衣继续被穿用到1920年代。
战后经济形势的改变也改变了妇女的社会作用，从前的典型家庭妇女大概在15岁左右开始穿上紧身衣，呆在家里直到18岁左右出嫁。战后直到现代更多妇女争取受更好的教育，并工作，婚龄也延迟到了20岁以后。只有超重或怀孕后的妇女选择穿紧身衣，而且通常是无骨紧身衣。
1930年代，用于减少腰围的腰封短暂回归时尚圈，但二战使它再次沒落，直到了战后又卷土重来，被稱為“快乐寡妇”。快乐寡妇和之前的紧身衣不同之处在于它使双乳分开，而紧身衣則是讓其聚拢。整个1950年代，快乐寡妇和紧身褡都蔚為流行。1990年代，流行恋物时尚（Fetish fashion），讓紧身衣略有复苏，通常搭配於外穿。